# Ura (rzeka)
Ura (est. Ura jõgi) – rzeka w zachodniej Estonii. Wypływa z okolic wsi Lanksaare w gminie Saarde. Wpada do rzeki Reiu w okolicy wsi Reiu. Ma długość 55,4 km i powierzchnię dorzecza 186 km².